# Serginho Chulapa
Sérgio Bernardino, beter bekend onder zijn spelersnaam Serginho of Serginho Chulapa (São Paulo, 23 december 1953) is een voormalig Braziliaanse voetballer.

## Biografie
Serginho begon zijn carrière bij het kleine Marília in 1973, maar maakte datzelfde jaar nog de overstap naar het grote São Paulo, waarvoor hij tien jaar zou spelen. Aanvankelijk zag het er niet naar uit dat hij zou doorbreken bij de club, maar eind 1974 greep hij zijn kans toen Mirandinha een beenbreuk opliep en lange tijd herstellende was. Bij de terugkeer van Mirandinha in 1977 was Serginho al de vaste waarde van São Paulo, waarmee hij drie keer het Campeonato Paulista en één keer de landstitel won. Ook met latere club Santos zou hij het staatskampioenschap winnen. 
Hij speelde tussen 1979 en 1982 ook voor het nationale elftal en zat in de selectie voor het WK 1982 en speelde daar alle vijf de wedstrijden en scoorde twee keer. Hij kreeg hier de voorkeur op Paulo Isidoro, die voor hem inviel. 